# Elecciones estatales de Nayarit de 2014
Las elecciones estatales de Nayarit de 2014 se llevarán a cabo el domingo 6 de julio de 2014, y en ellas se renovarán los siguientes cargos de elección popular:
- 20 Ayuntamientos. Compuestos por un Presidente Municipal y regidores, electos para un periodo de tres años no reelegibles para el periodo inmediato.
- 30 Diputados. 18 electos por mayoría relativa en cada uno de los Distritos Electorales y 12 elegidos por representación plurinominal.

## Resultados

### Ayuntamientos
| Partido/Coalición | Partido/Coalición                   | Municipios |
| ----------------- | ----------------------------------- | ---------- |
|                   | "Juntos Ganamos Todos"              | 3          |
|                   | "Por el Bien de Nayarit"            | 16         |
|                   | Partido del Trabajo                 |            |
|                   | Movimiento Ciudadano                |            |
|                   | Partido de la Revolución Socialista |            |
|                   | Independiente                       | 1          |

#### Ayuntamiento de Tepic
|  | 54.47 % |

|  | 37.89 % |

|  | 2.92 % |

|  | 0.73 % |

|  | 1.40 % |

|  | 0.12 % |

|  | 2.47 % |

|  | 100.00 % |

#### Ayuntamiento de Santiago Ixcuintla
| Partido/Coalición | Partido/Coalición                    | Candidato | Votos                              | Porcentaje |
| ----------------- | ------------------------------------ | --------- | ---------------------------------- | ---------- |
|                   | Partido Acción Nacional              |           |                                    |            |
|                   | Partido Revolucionario Institucional |           |                                    |            |
|                   | Partido de la Revolución Democrática |           | Francisco Javier Castellón Fonseca |            |
|                   | Partido del Trabajo                  |           |                                    |            |
|                   | Partido Verde Ecologista de México   |           |                                    |            |
|                   | Nueva Alianza                        |           |                                    |            |
|                   | Movimiento Ciudadano                 |           |                                    |            |
|                   | Partido de la Revolución Socialista  |           |                                    |            |
|                   | Nulos                                |           |                                    |            |
| Total             |                                      |           |                                    |            |

#### Candidatos electos
| Municipio              | Partido/Coalición | Candidato electo                 |
| ---------------------- | ----------------- | -------------------------------- |
| Acaponeta              | PRI               | Malaquías Aguiar Flores          |
| Ahuacatlán             | PAN               | José de Jesús Bernal Lamas       |
| Amatlán de Cañas       | PRI               | Francisco López Sanchez          |
| Compostela             | PRI               | Alicia Monroy Lizola             |
| Huajicori              | PRI               | Sergio Rangel Cervantes          |
| Ixtlán del Río         | PRI               | José Antonio Alvarado Valera     |
| Jala                   | PRI               | Mario Alberto Villareal Cambero  |
| Xalisco                | PAN               | José Luis Lerma Mercado          |
| El Nayar               | PRI               | Octavio López de la Cruz         |
| Rosamorada (municipio) | PRI               | Tomás Cervando Cervantes de Dios |
| Ruiz (municipio)       | PRI               | Victor Manuel Abud Pérez         |
| San Blas               | Independiente     | Hilario Ramírez Villanueva       |
| San Pedro Lagunillas   | PRI               | Juan Carlos Valle Guzmán         |
| Santa María del Oro    | PRI               | Procopio Meza Nolazco            |
| Santiago Ixcuintla     | PRD               | Fátima del Sol Gómez Montero     |
| Tecuala (municipio)    | PRI               | Lucio Santana Zúñiga             |
| Tepic                  | PAN               | Leopoldo Domínguez González      |
| Tuxpan                 | PRI               | Salvador Saldaña Barrera         |
| La Yesca               | PRI               | Yahir de Jesus Paredes Castañeda |
| Bahía de Banderas      | PRI               | José Gómez Pérez                 |

### Diputados
| Partido/Coalición | Partido/Coalición                    | Mayoría relativa | Proporcional | Total |
| ----------------- | ------------------------------------ | ---------------- | ------------ | ----- |
|                   | Partido Acción Nacional              | 2                | 3            | 5     |
|                   | Partido Revolucionario Institucional | 14               | 1            | 15    |
|                   | Partido de la Revolución Democrática | 2                | 2            | 4     |
|                   | Partido del Trabajo                  | 0                | 2            | 2     |
|                   | Partido Verde Ecologista de México   | 0                | 1            | 1     |
|                   | Nueva Alianza                        | 0                | 2            | 2     |
|                   | Movimiento Ciudadano                 | 0                | 1            | 1     |
|                   | Partido de la Revolución Socialista  |                  |              |       |

#### Diputados Electos por Mayoría Relativa
| Distrito | Partido | Diputado Electo  |
| -------- | ------- | ---------------- |
| I        | PAN     | Martha Rodríguez |
| II       | PRI     | Jorge Segura     |
| III      | PRI     | Jassive Durán    |
| IV       | PAN     | Ivideliza Reyes  |
| V        | PRI     | Gianni Ramírez   |
| VI       | PRI     | Jasmine Bugarín  |
| VII      | PRI     |                  |
| VIII     | PRI     |                  |
| IX       | PRI     | Candy Yescas     |
| X        | PRI     |                  |
| XI       | PRI     |                  |
| XII      | PRD     | Pável Jarero     |
| XIII     | PRI     |                  |
| XIV      | PRI     | Héctor Santana   |
| XV       | PRI     |                  |
| XVI      | PRI     |                  |
| XVII     | PRD     |                  |
| XVIII    | PRI     |                  |

#### Diputados Electos Proporcionalmente
| Lista | Partido | Diputado |
| ----- | ------- | -------- |
| 1     |         |          |
| 2     |         |          |
| 3     |         |          |
| 4     |         |          |
| 5     |         |          |
| 6     |         |          |
| 7     |         |          |
| 8     |         |          |
| 9     |         |          |
| 10    |         |          |
| 11    |         |          |
| 12    |         |          |

## Elecciones internas de los partidos políticos

### Ayuntamiento de Tepic

#### Partido Acción Nacional
El jueves 23 de mayo de 2013, Leopoldo Domínguez, diputado local y presidente de su partido en Tepic, declaró que buscará la candidatura para la presidencia municipal por su partido.

### Ayuntamiento de Santiago Ixcuintla
El exsenador Francisco Javier Castellón Fonseca del PRD ha demostrado buscar la candidatura por parte de su partido.